# جاغيرأباد (ماهرو)
جاغیرأباد (بالفارسية: جاگیرآباد) هي قرية تقع في إيران في قسم ماهرو الریفي. يقدر عدد سكانها بـ 20 نسمة بحسب إحصاء 2016.